# 안쪽아래팔피부신경
안쪽아래팔피부신경(medial cutaneous nerve of the forearm, medial antebrachial cutaneous nerve) 또는 내측전완피신경(內側前腕皮神經)은 팔신경얼기의 안쪽다발에서 갈라져 나오는 신경이다. C8과 T1의 앞가지에서 온 축삭을 포함하고 있다.
겨드랑 근처에서 가지를 내며, 가지들은 근막을 관통하여 위팔두갈래근을 덮는 피부에 분포한다. 분포 범위는 팔꿉관절 근처까지 이른다.
그 후 안쪽아래팔피부신경은 위팔동맥 안쪽에서 위팔의 자쪽을 주행하고, 자쪽피부정맥과 함께 위팔의 중간 높이에서 깊은근막을 뚫고 나온다. 그 후 손바닥가지(volar branch)와 자쪽가지(ulnar branch)로 갈라진다.

## 손바닥가지
손바닥가지(또는 앞가지, anterior branch)는 더 크고 보통 팔오금중간정맥의 앞쪽(가끔 뒤쪽)을 지나간다. 그 후 아래팔의 앞쪽 면 자쪽 측면에서 아래로 내려가며, 손목까지의 피부에 미세섬유를 내어 분포한다. 또한 자신경의 손바닥가지와 교통한다.

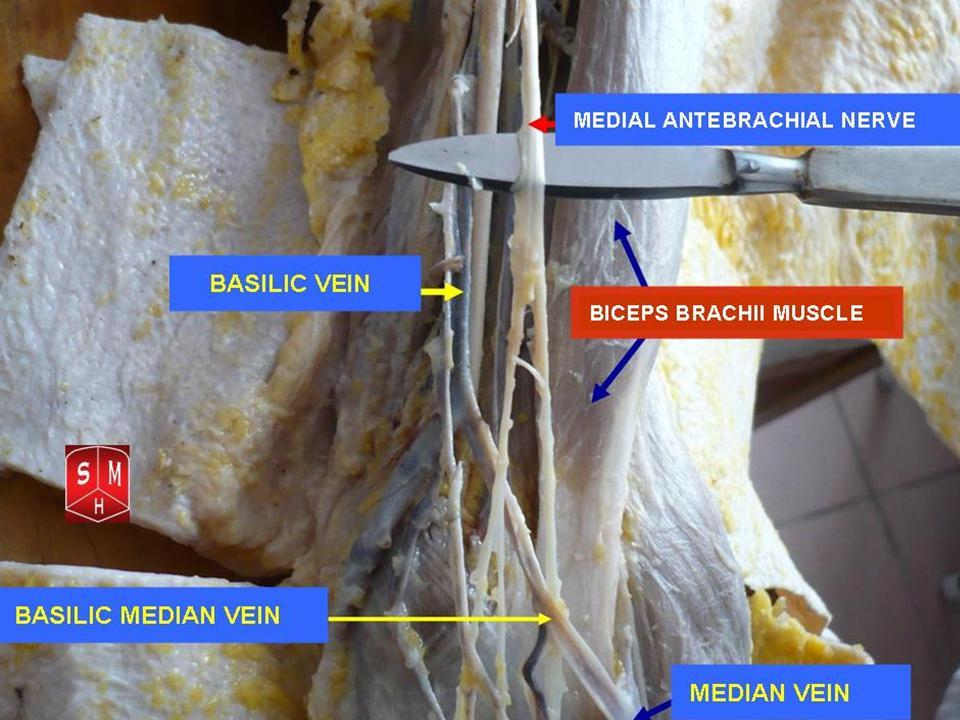
안쪽아래팔피부신경

## 자쪽가지
자쪽가지(또는 뒤가지, posterior branch)는 자쪽피부정맥의 안쪽, 위팔뼈의 안쪽위관절융기에서 비스듬히 팔을 내려간다. 그 후 아래팔 뒤쪽 면의 자쪽 측면을 타고 손목까지 내려가며, 이때 피부로 미세섬유를 내어 분포한다.
안쪽위팔피부신경, 노신경의 가지인 뒤아래팔피부신경, 자신경의 등쪽가지와 교통한다.

## 같이 보기
- 뒤아래팔피부신경
- 가쪽아래팔피부신경
- 안쪽위팔피부신경

## 추가 이미지

척수신경 성분별로 색깔을 다르게 한 팔신경얼기의 경로.
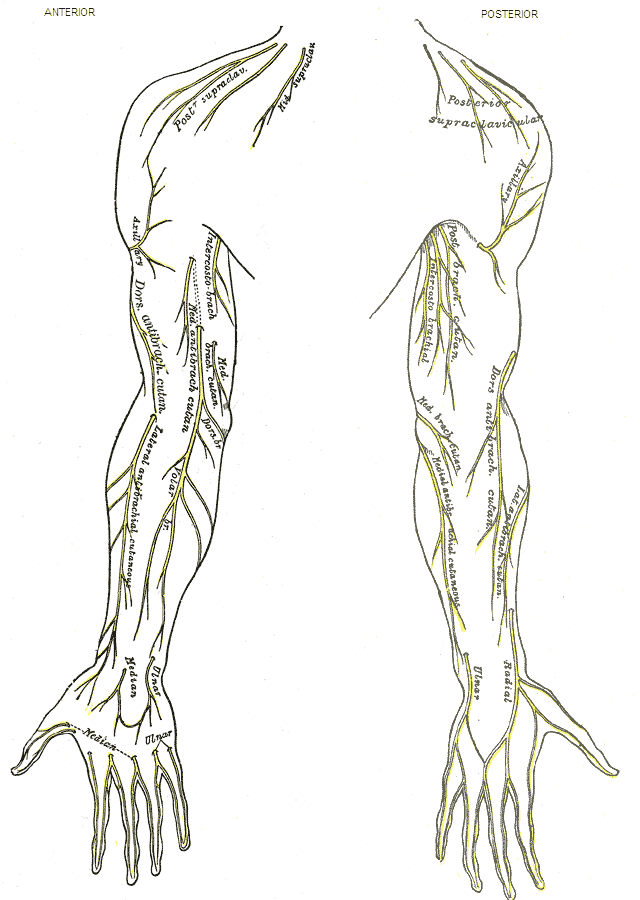
오른쪽 상지의 피부신경.
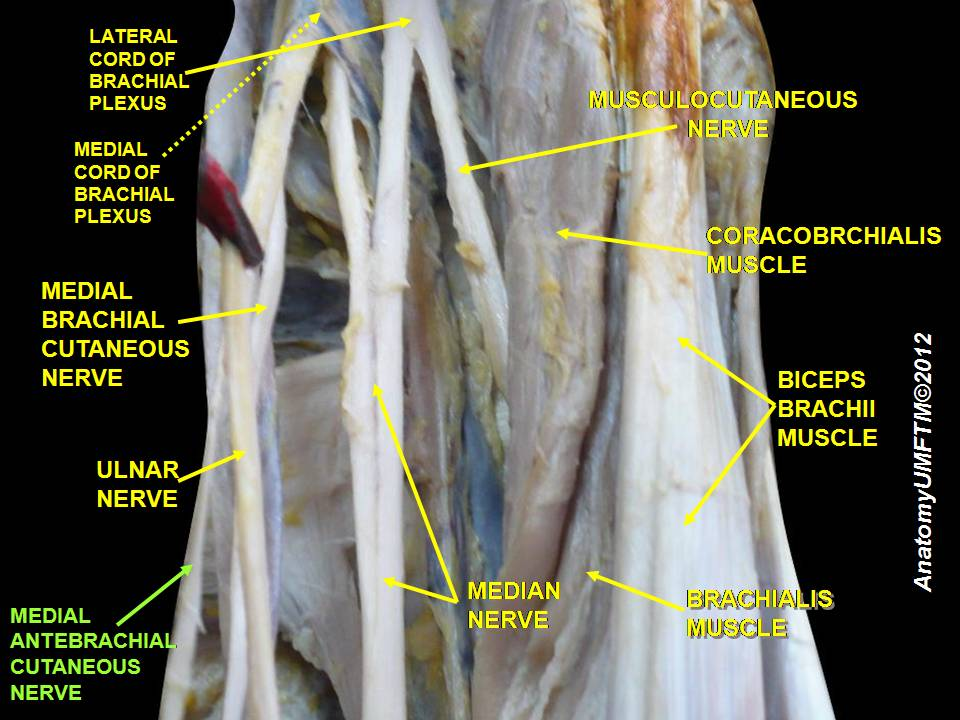
안쪽아래팔피부신경.
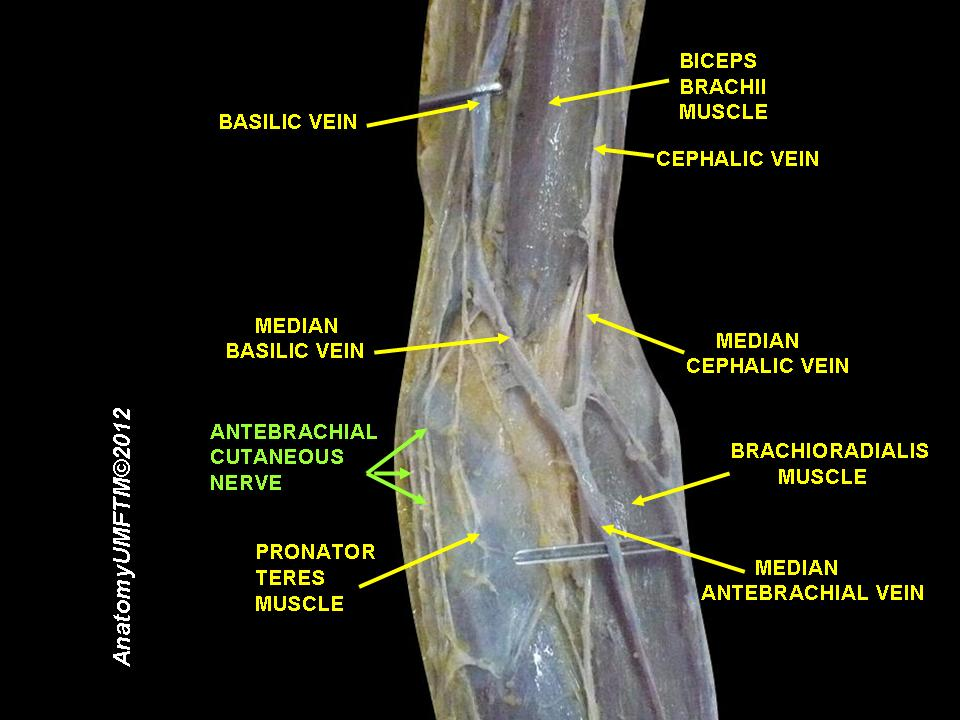
아래팔의 피부신경.

## 참고 문헌
이 문서는 현재 퍼블릭 도메인에 속하는 그레이 해부학 제20판(1918) page 937의 내용을 기초로 작성된 글이 포함되어 있습니다.